# Arraiján (distrito)

Localização do distrito de Arraiján.

Arraiján é um distrito da província de Panamá Oeste, Panamá. Possui uma área de 170,10 km² e uma população de 149.918 habitantes (censo 2000), perfazendo uma densidade demográfica de 881,35 hab./km². Sua capital é a cidade de Arraiján.